# 丁巴爾哈貝
14°1′N 3°37′W / 14.017°N 3.617°W
丁巴爾哈貝（法語：Dimbal Habé），是馬里的城鎮，位於該國中部，由莫普提區的邦卡斯省負責管轄，面積634平方公里，海拔高度295米，2009年普查人口總數為17,522人，人口密度每平方公里27.64人。